# Brent Burns
Brent Burns, född 9 mars 1985, är en kanadensisk professionell ishockeyspelare som spelar för Colorado Avalanche i National Hockey League (NHL). Han draftades som högerforward som 20:e totalt vid NHL Entry Draft 2003 av Minnesota Wild där han konverterades till back vid sin professionella start. Burns har tidigare också spelat för San Jose Sharks och Carolina Hurricanes.
Efter säsongen 2016-17 tilldelades han James Norris Memorial Trophy som ligans bästa back.

## Statistik

### Klubbkarriär
| 2001–02    | Couchiching Terriers | OPJHL      | 46    | 4   | 7   | 11  | 16  | —   | —  | —  | —  | —   |
| 2002–03    | Brampton Battalion   | OHL        | 68    | 15  | 25  | 40  | 14  | 11  | 5  | 6  | 11 | 6   |
| 2003–04    | Minnesota Wild       | NHL        | 36    | 1   | 5   | 6   | 12  | —   | —  | —  | —  | —   |
| 2003–04    | Houston Aeros        | AHL        | 1     | 0   | 1   | 1   | 2   | —   | —  | —  | —  | —   |
| 2004–05    | Houston Aeros        | AHL        | 73    | 11  | 16  | 27  | 57  | 5   | 0  | 0  | 0  | 4   |
| 2005–06    | Minnesota Wild       | NHL        | 72    | 4   | 12  | 16  | 32  | —   | —  | —  | —  | —   |
| 2006–07    | Minnesota Wild       | NHL        | 77    | 7   | 18  | 25  | 26  | 5   | 0  | 1  | 1  | 14  |
| 2007–08    | Minnesota Wild       | NHL        | 82    | 15  | 28  | 43  | 80  | 6   | 0  | 2  | 2  | 6   |
| 2008–09    | Minnesota Wild       | NHL        | 59    | 8   | 19  | 27  | 45  | —   | —  | —  | —  | —   |
| 2009–10    | Minnesota Wild       | NHL        | 47    | 3   | 17  | 20  | 32  | —   | —  | —  | —  | —   |
| 2010–11    | Minnesota Wild       | NHL        | 80    | 17  | 29  | 46  | 98  | —   | —  | —  | —  | —   |
| 2011–12    | San Jose Sharks      | NHL        | 81    | 11  | 26  | 37  | 34  | 5   | 1  | 1  | 2  | 4   |
| 2012–13    | San Jose Sharks      | NHL        | 30    | 9   | 11  | 20  | 20  | 11  | 2  | 2  | 4  | 8   |
| 2013–14    | San Jose Sharks      | NHL        | 69    | 22  | 26  | 48  | 34  | 7   | 2  | 1  | 3  | 23  |
| 2014–15    | San Jose Sharks      | NHL        | 82    | 17  | 43  | 60  | 65  | —   | —  | —  | —  | —   |
| 2015–16    | San Jose Sharks      | NHL        | 82    | 27  | 48  | 75  | 53  | 24  | 7  | 17 | 24 | 12  |
| 2016–17    | San Jose Sharks      | NHL        | 82    | 29  | 47  | 76  | 40  | 6   | 0  | 3  | 3  | 6   |
| 2017–18    | San Jose Sharks      | NHL        | 82    | 12  | 55  | 67  | 46  | 10  | 3  | 4  | 7  | 6   |
| 2018–19    | San Jose Sharks      | NHL        | 82    | 16  | 67  | 83  | 34  | 20  | 5  | 11 | 16 | 6   |
| 2019–20    | San Jose Sharks      | NHL        | 70    | 12  | 33  | 45  | 34  | —   | —  | —  | —  | —   |
| 2020–21    | San Jose Sharks      | NHL        | 56    | 7   | 22  | 29  | 36  | —   | —  | —  | —  | —   |
| 2021–22    | San Jose Sharks      | NHL        | 82    | 10  | 44  | 54  | 42  | —   | —  | —  | —  | —   |
| 2022–23    | Carolina Hurricanes  | NHL        | 82    | 18  | 43  | 61  | 44  | 15  | 2  | 7  | 9  | 20  |
| 2023–24    | Carolina Hurricanes  | NHL        | 82    | 10  | 33  | 43  | 20  | 11  | 1  | 3  | 4  | 2   |
| 2024–25    | Carolina Hurricanes  | NHL        | 82    | 6   | 23  | 29  | 28  | 15  | 1  | 4  | 5  | 10  |
| NHL totalt | NHL totalt           | NHL totalt | 1 497 | 261 | 649 | 910 | 855 | 135 | 24 | 56 | 80 | 117 |

### Internationellt
| År            | Lag           | Turnering     | Resultat      |    | Matcher | Mål | Assist | Poäng | Utv |
| ------------- | ------------- | ------------- | ------------- | -- | ------- | --- | ------ | ----- | --- |
| 2004          | Kanada        | JVM           | 2             | 6  | 0       | 6   | 6      | 20    |     |
| 2008          | Kanada        | VM            | 2             | 9  | 3       | 6   | 9      | 16    |     |
| 2010          | Kanada        | VM            | 7:a           | 7  | 0       | 5   | 5      | 12    |     |
| 2011          | Kanada        | VM            | 5:a           | 7  | 2       | 2   | 4      | 8     |     |
| 2015          | Kanada        | VM            | 1             | 10 | 2       | 9   | 11     | 2     |     |
| 2016          | Kanada        | WCH           | 1             | 6  | 0       | 3   | 3      | 6     |     |
| Junior totalt | Junior totalt | Junior totalt | Junior totalt | 6  | 0       | 6   | 6      | 20    |     |
| Senior totalt | Senior totalt | Senior totalt | Senior totalt | 39 | 7       | 25  | 32     | 44    |     |

## Meriter och utmärkelser
| Merit                        | År                                 |     |
| NHL                          | NHL                                | NHL |
| ---------------------------- | ---------------------------------- | --- |
| NHL All-Star Game            | 2011, 2015, 2016, 2017, 2018, 2019 |     |
| NHL Foundation Player Award  | 2015                               |     |
| NHL Second All Star Team     | 2016                               |     |
| NHL First All Star Team      | 2017, 2019                         |     |
| James Norris Memorial Trophy | 2017                               |     |
| Internationellt              |                                    |     |
| VM bästa back                | 2008, 2015                         |     |
| VM All-Star team             | 2015                               |     |